# Monleón
Monleón – gmina w Hiszpanii, w prowincji Salamanka, w Kastylii i León, o powierzchni 19,1 km². W 2011 roku gmina liczyła 107 mieszkańców.